# Porteiras
Porteiras là một đô thị thuộc bang Ceará, Brasil. Đô thị này có diện tích 217,57 km², dân số năm 2007 là 14750 người, mật độ 67,79 người/km².